# رنگینک-ژیان‌مرغ وید
رنگینک-ژیان‌مرغ وید (نام علمی: Neopelma aurifrons) نام یک گونه از سرده نوکف‌پایی‌ها است.